# Atargatis

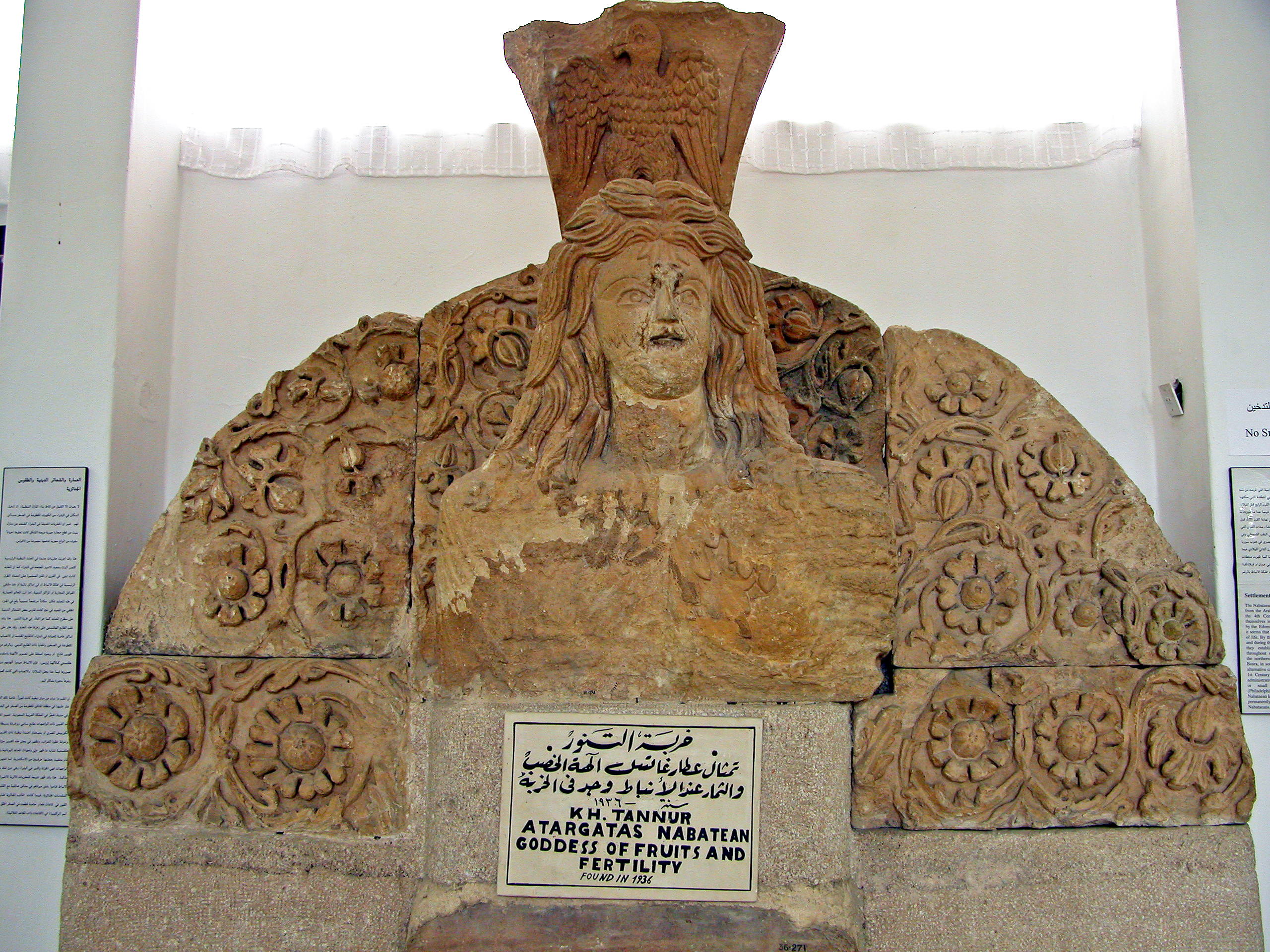
Nabatejská socha Atagartis, přibližně 1. století, Jordánské archeologické muzeum

Atargatis je bohyně, která byla ve starověku ctěna v severní Sýrii, jako bohyně plodnosti, a baalat „paní“ města Hierapolis, kterému měla zajišťovat ochranu a blahobyt. Jejím manželem je hromovládný Hadad a byla zobrazována s hradební korunou, obilným snopem, sedící na trůnu podpíraném lvy. Podobají se jí jižněji uctívané bohyním Aštarté a Anat, a také maloasijská Kybelé.
Její chrám v Hierapoli byl kolem roku 300 př. n. l. přebudován na příkaz královny Stratoniké, manželky Seleuka I. Královnina podpora byla snad důvodem, že obchodníci a vojáci rozšířili kult Atargatis do Řecka, kde byla identifikována s Afroditou.